# Spähpanzer SP I.C.
De Spähpanzer SP I.C. was een West-Duits prototype voor een verkenningstank, die ook de mogelijkheid had om vijandelijke bepantserde voertuigen uit te schakelen. Het voertuig werd gebouwd op het chassis van de Schützenpanzer Kurz.

## Tactisch concept
De Spähpanzer was ontworpen aan de hand van de vele ervaringen die het Duitse leger in de Tweede Wereldoorlog was opgedaan. Eén van de grootste inspiratiebronnen is het bepantserde voertuig Sdkfz 234/2 Puma, aangezien dit voertuig ook een kanon had dat zwaar was in verhouding met het formaat. Daar de tank licht en klein was, kon hij 58 km/h rijden en was hij erg wendbaar. Omdat de tank een 90 mm kaliber kanon droeg kon de tank ook uitstekend opereren in anti-tankbataljons. Deze twee eigenschappen gecombineerd maakten het een krachtige tank en redelijk uniek.

## Technisch concept
Het chassis was grotendeels overgenomen van de Schützenpanzer Kurz (Spz. kurz), maar werd voorzien van een nieuwe koepel met andere bewapening. Daar de tank aan andere eisen moest voldoen dan de Spz. Kurz werden er wel dingen veranderd aan het chassis, het remsysteem en de motor. Het lage gewicht van 6,5 ton en de krachtige motor zorgden voor een vermogen/gewichtverhouding van 30pk/ton. Het kanon had een korte terugslag tijdens het vuren. Hierdoor paste het kanon ook in de kleine koepel. Het gebruik van vin-gestabiliseerde antitankgranaten en de korte loop hadden wel een negatief effect op het vuurbereik van de I.C.
De ontwikkeling duurde van 1956 tot 1962, toen werd het project stopgezet. 
Het prototype is nog in goede staat en staat in het Wehrtechnische Studiensammlung Koblenz (Langemarck-Kaserne). 
Na de ontwikkeling van de Spähpanzer werden er geen nieuwe projecten meer opgezet voor een dergelijk voertuig.
Ook andere landen ontwikkelden dergelijke voertuigen, bijvoorbeeld Frankrijk met de AMX 10RC.